# ام القصب (حمص)
ام القصب (به عربی: أم القصب) یک منطقهٔ مسکونی در سوریه است که در منطقه حمص واقع شده‌است. ام القصب ۹۰۴ نفر جمعیت دارد.